# Mikronezja na Letnich Igrzyskach Olimpijskich 2020
Mikronezja na Letnich Igrzyskach Olimpijskich 2020 – występ kadry sportowców reprezentujących Mikronezję na igrzyskach olimpijskich, które odbyły się w Tokio w Japonii, w dniach 23 lipca – 8 sierpnia 2021 roku.
Reprezentacja Mikronezji liczyła trzech zawodników – kobietę i dwóch mężczyzn, którzy wystąpili w 2 dyscyplinach.
Był to szósty start Mikronezji na letnich igrzyskach olimpijskich.

## Reprezentanci

### Lekkoatletyka
| Zawodnik         | Konkurencja            | Runda 1  | Runda 1 | Półfinał | Półfinał | Finał    | Finał   | Pozycja |
| Zawodnik         | Konkurencja            | Rezultat | Pozycja | Rezultat | Pozycja  | Rezultat | Pozycja | Pozycja |
| ---------------- | ---------------------- | -------- | ------- | -------- | -------- | -------- | ------- | ------- |
| Scott James Fiti | Bieg na 100 m mężczyzn | 11.25    | 6       | NQ       | NQ       | NQ       | NQ      | 22      |

### Pływanie
| Zawodnik       | Konkurencja                 | Eliminacje | Eliminacje | Półfinał | Półfinał | Finał | Finał   | Pozycja |
| Zawodnik       | Konkurencja                 | Czas       | Miejsce    | Czas     | Miejsce  | Czas  | Miejsce | Pozycja |
| -------------- | --------------------------- | ---------- | ---------- | -------- | -------- | ----- | ------- | ------- |
| Taeyanna Adams | 100 m st. klasycznym kobiet | 1:25.36    | 4          | NQ       | NQ       | NQ    | NQ      | 41      |
| Tasi Limtiaco  | 200 m st. zmiennym mężczyzn | 2:07.69    | 5          | NQ       | NQ       | NQ    | NQ      | 45      |